# Congresul de la Manastir

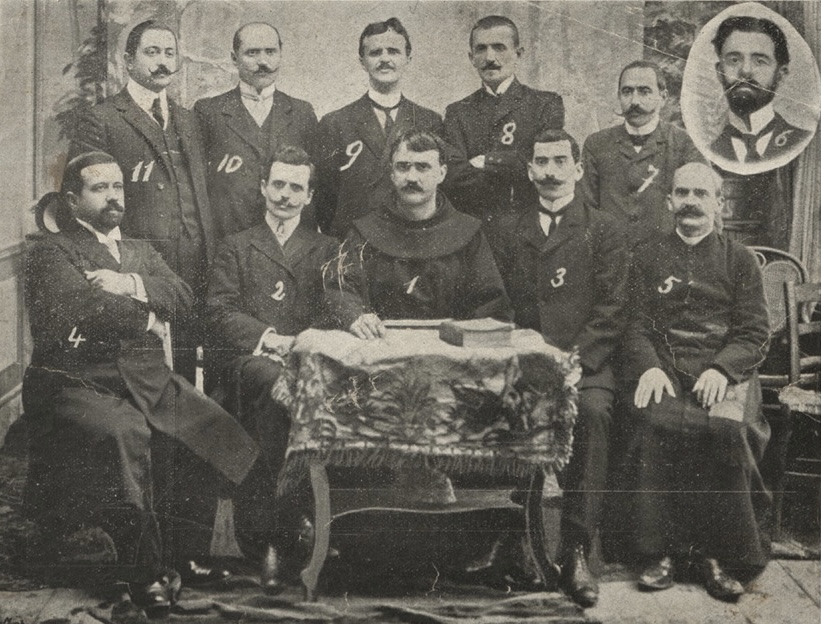
Nucleul comisiei Congresului: fotografie de Kel Marubi.

Congresul de la Manastir (în albaneză Kongresi am Manastirit) a fost o conferință academică care a avut loc în orașul Manastir (astăzi Bitola) în perioada 14-22 noiembrie 1908, cu scopul de a standardiza alfabetul albanez. 22 noiembrie este acum o zi comemorativă în Albania, Kosovo și Macedonia de Nord, precum și printre albanezii din diaspora, cunoscută sub numele de Ziua Alfabetului (în albaneză Dita e Alfabetit). Înainte de Congres, limba albaneză era reprezentată de o combinație de șase alfabete distincte, plus un număr de sub-variante.

## Fundal

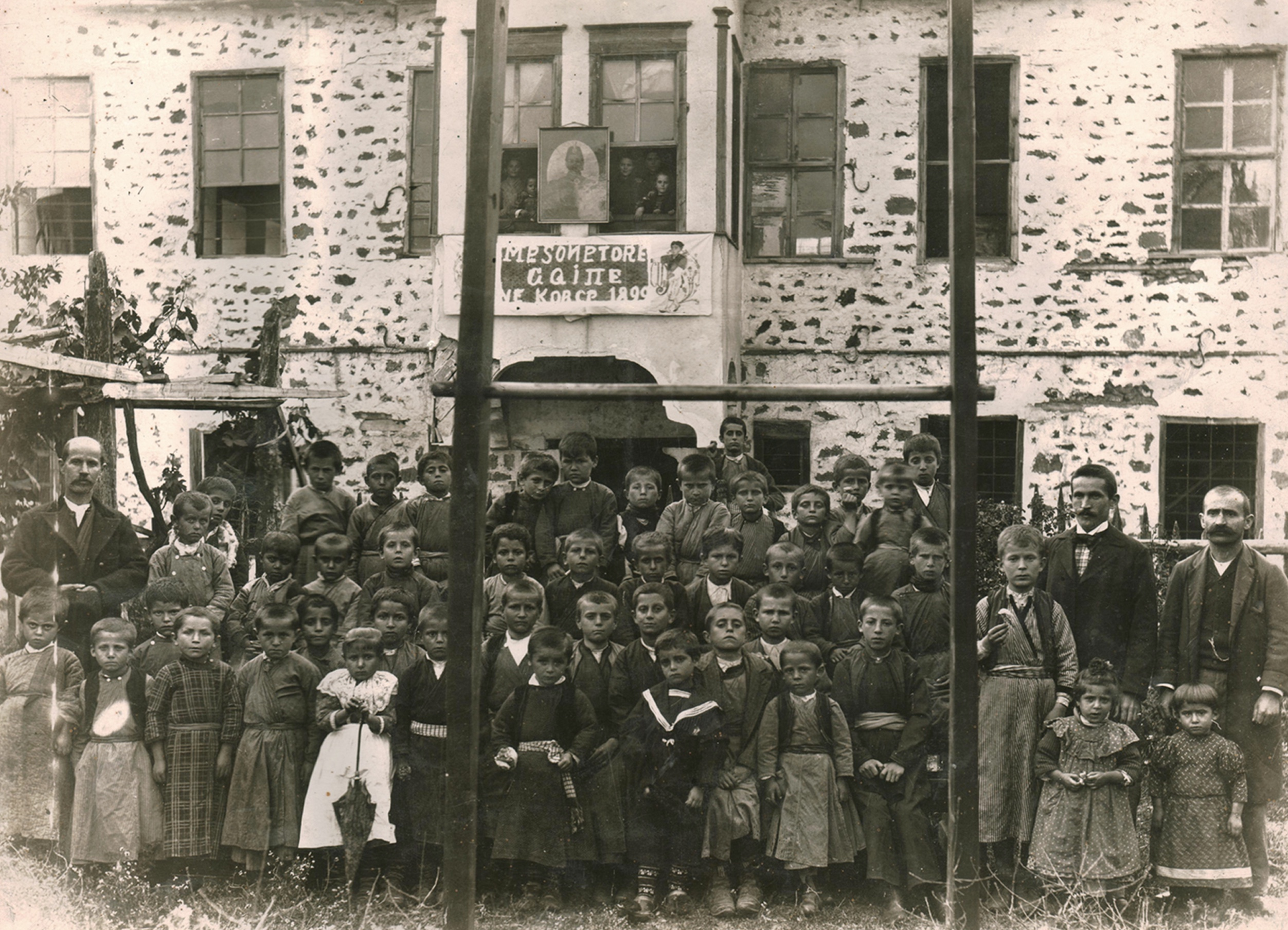
Prima școală în limba albaneză, înființată în 1887 în Corcea. Imaginea este din 1899

Congresul a avut loc la casa lui Fehim Zavalani, acesta fiind și locul Asociației Unirii (în limba albaneză: Bashkimi), condus de Mit'hat Frashëri, președinte al congresului. Discursul introductiv a fost făcut de către Fehim Zavalani.

## Participanți
Participanții la Congres au fost figuri proeminente ale vieții culturale și politice din teritoriile locuite de albanezi în Balcani, precum și din diaspora albaneză. Au fost cincizeci de delegați, reprezentând douăzeci și trei de orașe, comune locuite de albanezi precum și asociații culturale și patriotice. Treizeci și doi de participanți au avut drept de vot în congres, și optsprezece au fost observatori.

## Comisia
La începutul Congresului, delegații au ales o comisie formată din opt membri, care urma să organizeze dezbaterile delegaților și alte proiecte de Congres. Gjergj Fishta a fost ales președinte al comisiei, în timp ce Mit'hat Frashëri a devenit vice-președinte. Luigi Gurakuqi a devenit secretar al comisiei. Ceilalți cinci membri ai comisiei au fost Bajo Topulli, Ndre Mjeda, Shahin Kolonja, Gjergj Qiriazi și Sotir Peçi. Mit'hat Frashëri a fost, de asemenea, ales președinte al congresului, iar Parashqevi Qiriazi președinta comisiei de alfabet, care a fost responsabilă pentru organizarea de diverse alfabetul propuneri.

## Proceduri
Delegații au decis că alfabetul albanez și ortografia lui ar trebui să fie pe cât posibil fonemice. Au fost propuse trei alfabete distincte: alfabetul Stamboll alfabetul Bashkimi ("Unirea") alfabetul propus de Asociația Unirii, și alfabetul Agimi ("Zori"). După prezentarea celor trei alfabete, delegații au votat în unanimitate pentru utilizarea alfabetului modificat Bashkimi ca standard al alfabetului albanez. Atât alfabetul Bashkimi, cât și Agimi s-au bazat pe alfabetul latin; alfabetul Stamboll s-a bazat pe alfabetul folosit în mod oficial în Imperiul Otoman și conține în mare parte caractere latine, completate de zece simboluri improvizate.

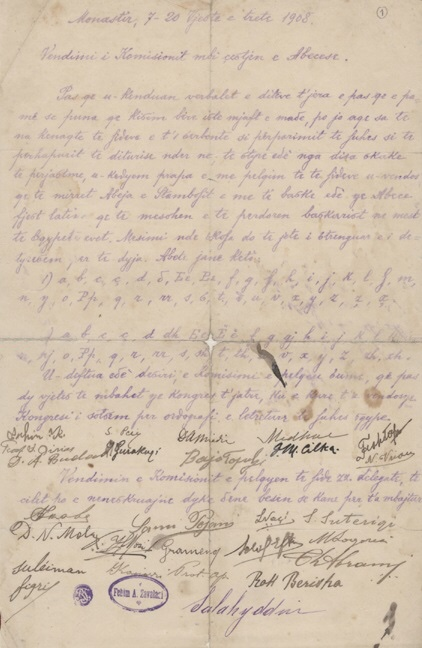
Facsimil al deciziei finale a Congresului

## Moștenire
Congresul reprezintă una dintre cele mai importante date ale culturii albaneze, și cel mai mare eveniment pentru poporul albanez după Ligii de la Prizren, nu numai din cauza deciziilor luate, dar și pentru că aceste decizii ar fi fost puse în aplicare de către autoritățile Otomane. În 2008, festivitățile au fost organizate în Manastir, Tirana și Pristina, pentru a sărbători 100 de ani de la congres. În toate școlile din Albania, Kosovo și în zonele cu majoritate albaneză din Macedonia de Nord prima oră de predare a fost dedicată pentru a onora Congresul și pentru a oferi mai multe informații elevilor despre acest subiect.